# Pascale Lebecque
Pascale Lebecque (ur. 18 kwietnia 1989 w Grande-Synthe) – francuska łuczniczka, wicemistrzyni świata. Startuje w konkurencji łuków bloczkowych.
Największym jej osiągnięciem jest srebrny medal mistrzostw świata w Turynie (2011) w konkurencji indywidualnej. 